# تومي نيسبت
تومي نيسبت (بالإنجليزية: Tommy Nisbet)‏ مواليد 31 مايو 1916 في إسكتلندا - الوفاة 7 أبريل 1963، كان مدرب كرة سلة أمريكي ولاعب. بلغ طوله 5 قدم 10 بوصة (1.8 م).

## روابط خارجية
- تومي نيسبت على موقع سبورتس رفرنس (الإنجليزية)